# Douglas TenNapel
 (mai 2023).
Si vous disposez d'ouvrages ou d'articles de référence ou si vous connaissez des sites web de qualité traitant du thème abordé ici, merci de compléter l'article en donnant les références utiles à sa vérifiabilité et en les liant à la section « Notes et références ».
Compléments
Earthworm Jim
The Neverhood
Gear
Douglas TenNapel (aussi appelé Doug TenNapel) est un artiste, animateur, musicien et réalisateur de film américain.

## Biographie
Douglas TenNapel, né le 10 juillet 1966 à Denair en Californie, est un graphiste, dessinateur, encreur, scénariste et animateur américain. Il commence sa carrière d'animateur dans le serie La Guerre des tomates (Deuxième saison). Il s'intéresse ensuite au domaine du jeu vidéo en travaillant sur des projets tels que Jurassic Park sur Mega Drive en 1993, Ren et Stimpy : L'Invention de Stimpy (toujours sur Mega Drive) et sur la version Super Nintendo du Livre de la jungle.
En 1994, il crée, avec David Perry, Earthworm Jim, le personnage emblématique de Shiny Entertainment qui le fera connaître dans le milieu du jeu vidéo et qui sera par la suite dérivé sous de multiples formes, telles qu'une série télévisée ou une gamme de jouets.
En 1996, engagé par les studios Dreamworks de Steven Spielberg, il crée The Neverhood sur PC, jeu de type point and click dont l'originalité vient de son rendu graphique : son histoire prend place dans un monde en pâte à modeler et l'animation est entièrement en image par image. Il reçoit pour ce jeu un WAC (World Animation Celebration) avec Edward Schofield et Mike Dietz.
En tant qu'artiste graphique, TenNapel publie son premier comic en 1998 : Gear, une histoire opposant chats, chiens et insectes humanoïdes dans une guerre de robots géants, et dont les quatre personnages principaux sont inspirés de ses propres chats. Ces trois derniers sont repris dans la série télévisée Chadébloc, diffusée par Nickelodeon.
En 2000, il obtient le Will Eisner Award de la « meilleure publication d'humour » pour la bande dessinée Bart Simpson's Treehouse of Horror, réalisée avec Jill Thompson, Oscar Gonzalez Loyo, Steve Steere Jr., Scott Shaw et Sergio Aragones.

## Ludographie
- 1992 : Sküljagger: Revolt of the Westicans (SNES)
- 1993 : TechnoClash
- 1993 : Ren et Stimpy : L'Invention de Stimpy
- 1993 : Jurassic Park (Mega Drive)
- 1994 : Le Livre de la jungle
- 1994 : Earthworm Jim
- 1995 : Earthworm Jim Special Edition
- 1995 : Earthworm Jim 2
- 1996 : The Neverhood
- 1998 : Skullmonkeys
- 1999 : BoomBots
- 2015 : Armikrog

## Discographie
- When Worlds Collide, collectif, 1999 (Daniel Amos tribute album)

## Filmographie
- 2009 : Adventure Time (scénariste, saison 4 épisode 15)
- 2008 : Ape Escape (série tv)
- 2007 : Random! Cartoons
- 2005 : Chadébloc (dessin animé)
- 2004 : Sockbaby, réalisateur et acteur
- 2002 : Push, Nevada, producteur consultant
- 2000 : Mothman (court métrage en live action, inachevé)
- 2000 : Koghead and Meatus (court métrage animé)
- 1996 : Project G.e.e.K.e.R., (dessin animé)
- 1995 : Earthworm Jim (dessin animé)

## Prix et récompenses
- Prix Eisner 2000 : Meilleure publication humoristique pour Bart Simpson's Treehouse of Horror (avec les autres auteurs du volume)